# Harry Marcus
Louis Harry Marcus (* 3. Februar 1880 in Alexandria, Ägypten; † 25. Januar 1976 in München) war ein deutscher Anatom, Entomologe sowie Hochschullehrer. Er, seine Frau und seine Kinder mit deren Ehepartnern waren Verfolgte des NS-Regimes.

## Leben

### Herkunft, Ausbildung und Beruf
Marcus wurde in Alexandria, Ägypten, als Sohn des jüdischen Kaufmanns Gerson Marcus, Inhaber einer Schiffslinie zwischen Hamburg und Alexandria, und der aus Florenz stammenden Italienerin Emma geborene Padova geboren. Marcus wuchs bis zu seinem siebten Lebensjahr zunächst in Ägypten auf, reiste viel mit seinen Eltern und erhielt von deutschen Pädagogen Privatunterricht. Um ihm eine gute Schulbildung zu ermöglichen, zog die Familie nach Hamburg. Dort legte er 1899 das Abitur am Wilhelm-Gymnasium ab.
Anschließend wandte er sich dem Studium der Medizin an der Universität Leipzig sowie an der Ludwig-Maximilians-Universität München zu, dort wurde er 1904 zum Dr. med. promoviert. Er erhielt in unmittelbarer Folge eine Stelle als Assistent am dortigen Anatomischen Institut und 1910 habilitierte er sich für die Fächer Anatomie und Entwicklungsgeschichte. 1915 erfolgte seine Ernennung zum nichtbeamteten außerordentlichen Professor der Anatomie mit einem Lehrauftrag für Anatomie für Studierende der Zahnheilkunde. Marcus nahm am Ersten Weltkrieg als Lazarettarzt an der französischen Front teil. Trotz einer schweren Erkrankung verblieb er bis zum Kriegsende, 1918 wurde er mit dem Hamburger Hanseatenkreuz ausgezeichnet. 1923 wurde er zum Beamten auf Lebenszeit als Konservator am Anatomischen Institut ernannt.

### Familie
Im Jahr 1900 heiratete Marcus Margarete Boyer in London, mit der er sieben Kinder hatte: Reinhard, Hertha, Helmut, Emma Erica, Benno, Ulrich und Margarete. 1910 zog die Familie nach Pasing. 1918 wurden ihm die Bürgerrechte verliehen. 1919 konvertierte Marcus zur evangelischen Konfession, was er sich 1935 nochmals bestätigen ließ. Er kaufte 1935 in der August-Exter-Straße ein Haus, das die Familie 1936 bezog.

### Zeit des Nationalsozialismus
Nach Inkrafttreten des Reichsbürgergesetzes 1935 wurde er aufgrund seiner jüdischen Herkunft mit einem Berufsverbot belegt. Zunächst beurlaubt, danach in den Ruhestand versetzt, wurde ihm in weiterer Konsequenz die Lehrbefugnis entzogen und der Professorentitel aberkannt. Auch das Publizieren war ihm nun verboten. Er verlor die Existenzgrundlage. Kein Kollege wagte es, ihn in seinem Institut zu beschäftigen. Er selbst und seine Korrespondenz wurden von der Gestapo überwacht, wie auch sein Sohn Reinhard, Mediziner in Essen. Sein Schüler und Schwiegersohn Titus von Lanz, Mitverfasser des Lehrbuchs Praktischen Anatomie, wurde wegen seiner „halbjüdischen“ Frau Hertha († 1948) entlassen. Marcus lebte zurückgezogen in seinem Haus in Pasing. Im Herbst 1938 befand er sich auf Vortragsreise in Italien und wurde von seiner Tochter Hertha, nachdem sie von der Gestapo Besuch erhalten hatte, telefonisch gewarnt. Er kehrte nicht mehr nach Deutschland zurück und emigrierte von Italien aus mit seinen Familienangehörigen bei Kriegsbeginn 1939 nach Südamerika zu seinem jüngsten Sohn Ulrich, der bereits in den zwanziger Jahren nach Argentinien ausgewandert war. Auf hoher See wurden am 1. September alle deutschen Männer, darunter Marcus und sein Sohn Benno, von einem französischen Kriegsschiff nach Frankreich verschleppt und dort unter schlechten Bedingungen interniert. Ihm und seinem Sohn gelang schließlich die Ausreise. Nach Ankunft in Cochabamba in Bolivien arbeitete der inzwischen Sechzigjährige als Dozent, Publizist und Forscher insbesondere auf dem Gebiet der Entomologie. Der Ehemann seiner Tochter Margarete, Sebastian Weilacher, erhielt in Deutschland wegen seiner „halbjüdischen“ Frau keine Festanstellung. Seinem Sohn Benno wurde 1943 die Doktorwürde aberkannt und die deutsche Staatsbürgerschaft entzogen. Von 1945 bis 1954 bekleidete Marcus eine Honorarprofessur an der Universidad Mayor de San Simón in Cochabamba. Margarete Marcus starb 1949 nach langer schwerer Krankheit im Exil.

### Rückkehr
Durch erfolgreiche Geltendmachung seiner Rechte auf Wiedergutmachung konnte Marcus 1954 seine Reise nach Deutschland finanzieren. Er wohnte wieder in seinem Haus, das in Familienbesitz verblieben war. 1959 wurde er in Deutschland rehabilitiert. Er blieb beruflich aktiv bis zu seinem Tode 1976 im Alter von 96 Jahren. Die Süddeutsche Zeitung erwähnte im Nachruf vom 3. Februar 1960, dass von der einst weltberühmten medizinischen Fakultät Marcus als einziger zurückgekehrt war.
Marcus verfasste etwa 300 fachwissenschaftliche Abhandlungen, insbesondere zur Entomologie.

## Publikationen (Auswahl)
Autor
- 33 Beiträge zur Kenntnis der Gymnophionen, 1910 ff.
- Erste Mitochondrien-Darstellung, 1920
- Sperma in ultraviolettem Licht, 1921
- Lungen, in: Louis Bolk, Ernst Göppert, Erich Kallius, Wilhelm Lubosch: Handbuch der vergleichenden Anatomie der Wirbeltiere, Band 3, Urban & Schwarzenberg, Berlin, Wien 1936, S. 909 ff.

Herausgeber
- Folia Universitaria Cochabamba, Cochabamba 1945–54